# Strange Fruit
"Strange Fruit" és una cançó escrita i composta per Abel Meeropol (amb el seu pseudònim Lewis Allan) i gravada per Billie Holiday el 1939. La lletra va ser extreta d'un poema de Meeropol publicat el 1937. La cançó dona veu a la protesta pel linxament dels negres americans i ho fa amb un text on es comparen les víctimes amb els fruits dels arbres. Aquests linxaments havien assolit un punt màxim al sud dels Estats Units a principis del segle XX i la gran majoria de les víctimes eren negres. La cançó és considerada com "una declaració" i un referent en "l'inici del moviment dels drets civils ".
Meeropol va musicar la seva lletra amb la ajuda de la seva dona i cantant, Laura Duncan, i la va interpretar com a una cançó de protesta a diversos llocs de la ciutat de Nova York a finals dels anys trenta, fins i tot al Madison Square Garden. La versió de Holiday va ser inclosa al Saló de la Fama dels Grammy el 1978. També va ser incorporada a la llista "Songs of the Century" de la Recording Industry Association of America i el National Endowment for the Arts. El 2002, "Strange Fruit" va ser seleccionat per a la seva conservació al National Recording Registry de la Library of Congress com a obra "cultural, històricament o estèticament significativa".

## Poema i cançó

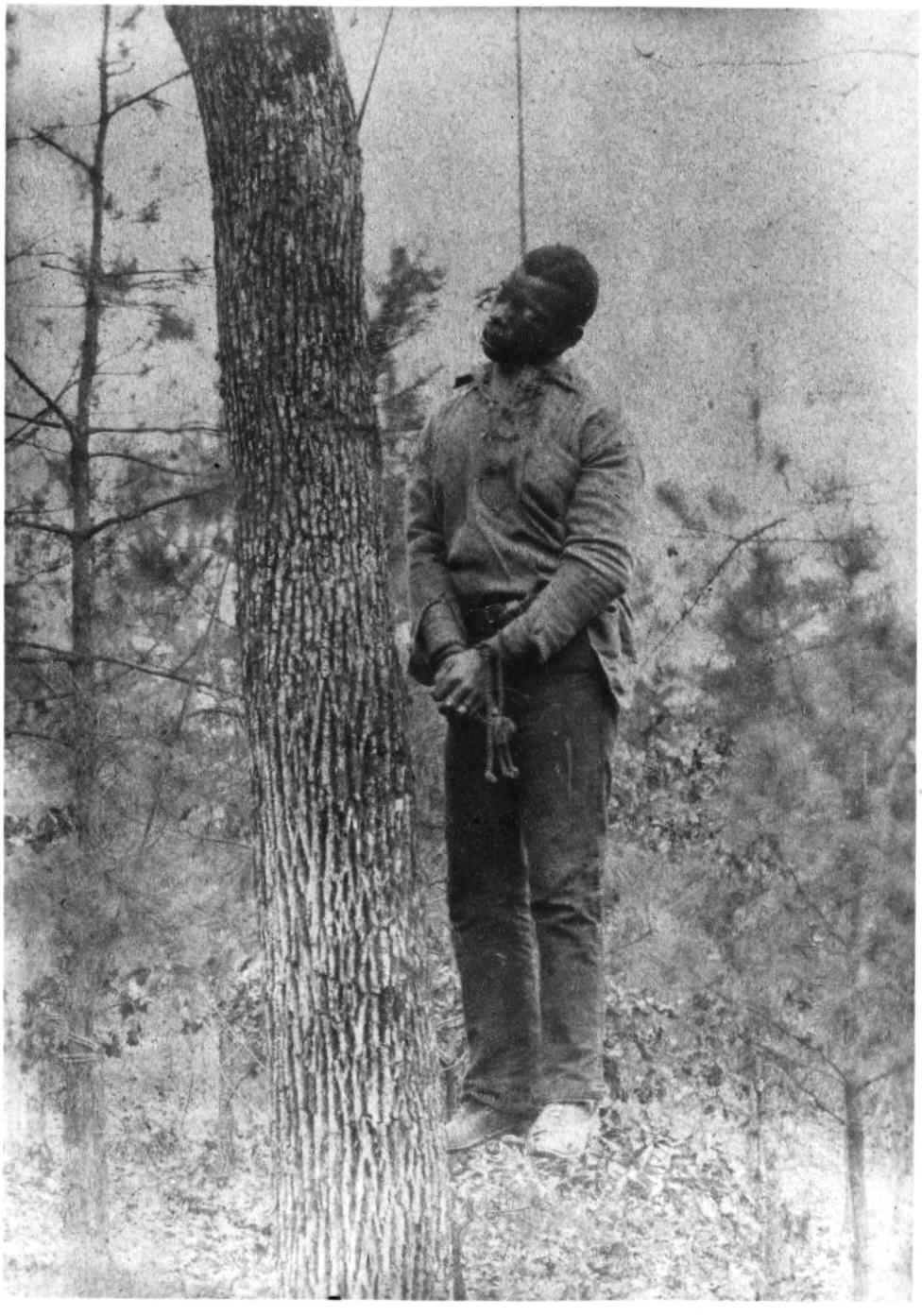
Foto d'un linxament del 1889. Meeropol es ba basar en el linxament de Thomas Shipp i Abram Smith, el 7 d'agost de 1930, com a inspiració del seu poema.

"Strange Fruit" originalment és un poema de protesta contra els linxaments. En el poema, Meeropol expressa el seu horror pels linxaments d'afroamericans, inspirat en la fotografia de Lawrence Beitler sobre el linxament de Thomas Shipp i Abram Smith el 1930 a Marion, Indiana.
Meeropol va publicar el poema sota el títol "Bitter Fruit" el gener de 1937 a The New York Teacher, una revista sindical del sindicat de professors de Nova York. Tot i que Meeropol havia demanat a altres persones (sobretot a Earl Robinson) que posessin música als seus poemes, ell mateix la va posar a "Strange Fruit". Interpretada per primera vegada per la dona de Meeropol i els seus amics en diversos contextos socials, aquesta cançó va tenir un cert èxit a Nova York i als voltants. Meeropol, la seva dona i la vocalista negra Laura Duncan la van interpretar al Madison Square Garden.

## Les actuacions i enregistraments de Billie Holiday
Una versió de com Billie Holiday va arribar a conèixer la cançó explica que Barney Josephson, el fundador de la Café Society a Greenwich Village, la primera discoteca integrada de Nova York, havia sentit la cançó i la va mostrar a Billie Holiday. Altres fonts diuen que Robert Gordon, que dirigia l'espectacle de Holiday al Café Society, va sentir la cançó al Madison Square Garden i va ser qui li va donar a conèixer.
Holiday va interpretar la cançó per primera vegada a la Café Society el 1939. Va dir que, inicialment, quan la cantava, tenia por de possibles represàlies, però com que aquest tipus d'imatges li feien pensar en el seu pare, va continuar cantant la peça, que va a passar a ser habitual en les seves actuacions. A causa del poder de la cançó, Josephson va planificar la posada en escena de la següent manera: Holiday acabava el concert amb aquesta peça, els cambrers deixaven de servir taules, la sala quedava a les fosques, tret d'un focus a la cara de Holiday; i no hi havia cap bis. Durant la introducció musical de la cançó, Holiday de vegades es quedava amb els ulls tancats, com si estigués pregant.
Holiday va proposar al seu segell discogràfic, Columbia, l'enregistrament de la cançó, però la companyia temia la reacció dels minoristes de discos del Sud dels Estats Units, així com la reacció negativa dels afiliats de la seva cadena de ràdio copropietat, CBS. Quan el productor de Holiday, John Hammond, també es va negar a gravar-la, va recórrer al seu amic Milt Gabler, propietari del segell Commodore. Holiday li va cantar "Strange Fruit" a capella i el va emocionar, posant-se a plorar. Columbia va donar permís a Holiday perquè la pogués enregistrar; el grup Café Society Band, de Frankie Newton, amb vuit músics, va tocar a partir d'un arranjament del mateix Newton. Com que a Gabler li preocupava que la cançó fos massa curta, va demanar al pianista Sonny White que improvisés una introducció. A l'enregistrament, Holiday comença a cantar després de 70 segons de música. Va ser enregistrada el 20 d'abril de 1939. Gabler va elaborar un arranjament especial amb Vocalion Records per gravar i distribuir la cançó.
Holiday va gravar dues sessions de la cançó a Commodore, una el 1939 i una altra el 1944. La cançó va tenir molt d'èxit; l'enregistrament de 1939 finalment va vendre un milió de còpies, amb el temps es va convertir en l'enregistrament més venut de Holiday.
A la seva autobiografia de 1956, Lady Sings the Blues, Holiday va explicar que ella, juntament amb Meeropol, el seu acompanyant Sonny White i l'arranjador Danny Mendelsohn, van col·laborar en la música del poema. Els escriptors David Margolick i Hilton Als van negar aquesta afirmació en el seu llibre Strange Fruit: The Biography of a Song, explicant que aquest era "un relat que pot establir un rècord per la quantitat de desinformació per polzada de columna". Quan li van preguntar sobre aquest comentari, Holiday, –l'autobiografia de la qual havia estat escrita per "l'escriptor negre" William Dufty–, va afirmar: "No he llegit mai aquest llibre".
Holiday era tan coneguda per la seva interpretació de "Strange Fruit" que es "va crear una relació amb la cançó que els faria inseparables". El 27 de gener de 2003, la versió de la cançó de Holiday de 1939 va ser inclosa al National Recording Registry. L'octubre de 1939, Samuel Grafton del New York Post va dir de "Strange Fruit": "Si la ira dels explotats mai s'eleva prou al sud, ara té la seva Marsellesa". El moviment anti-linxament va adoptar "Strange Fruit" com a himne. A partir de la dècada de 1930 es van fer diversos intents infructuosos al Congrés per tal que el linxament fos un crim federal que van ser obstaculitzats al Senat pels filibusters sudistes. En un intent d'aconseguir una majoria de dos terços al Senat que trencaria la tasca dels filibusters dels senadors del sud, els activistes contra el racisme es van animar a enviar còpies de "Strange Fruit" als seus senadors.

## Versions notables
Les versions més destacades d'aquesta cançó inclouen les d'interprèts com: Nina Simone, René Marie, Jeff Buckley, Siouxsie and the Banshees, Dee Dee Bridgewater, Josh White, UB40, Bettye LaVette, Terry Blade i Edward W. Hardy.
Nina Simone va gravar la cançó l'any 1965, un enregistrament descrit pel periodista David Margolick a The New York Times com fet amb una "veu senzilla i poc sentimental". La interpretació de René Marie es va unir a l'himne confederat " Dixie ", cosa que va crear una "juxtaposició incòmoda". La periodista Lara Pellegrinelli va escriure que Jeff Buckley mentre la cantava "sembla meditar sobre el significat de la humanitat com ho va fer Walt Whitman, tenint en compte totes les seves possibilitats glorioses i horroroses". LA Times va assenyalar que la versió de Siouxsie and the Banshees contenia "una secció de cordes solemne darrere de la veu" i "un pont de jazz de la marxa funerària de Nova Orleans" que va millorar la "interpretació evocadora" del cantant. La interpretació del grup va ser seleccionada pel personal de Mojo per ser inclosa a la recopilació Music Is Love: 15 Tracks That Changed the World. </link> Kanye West va incorporar la interpretació de la cançó de Nina Simone el 1965 a la seva cançó del 2013 " Blood on the Leaves ".

## Premis i honors
- 1999: la revista Time va nomenar "Strange Fruit" com a la "Millor cançó del segle" al seu número del 31 de desembre de 1999.[35][36]
- 2002: La Biblioteca del Congrés dels Estats Units va distingir la cançó com una de les 50 gravacions escollides aquell any per afegir-les al National Recording Registry.[37]
- 2005: The Atlanta Journal-Constitution va incloure la cançó com a número u a les "100 Songs of the South".[38]
- 2010: The New Statesman la va incloure com una de les "20 millors cançons polítiques".[39]
- 2021: Rolling Stone es va classificar com la 21ª millor cançó a les seves "500 millors cançons de tots els temps".

## Llibres
- Es deia que la novel·la Strange Fruit (1944) de Lillian Smith estava inspirada en la versió de Holiday de la cançó.[40]
- El llibre de no ficció de Patrick Phillips Blood at the Root (2016) pren el nom de paraules de la cançó.[41]